# Джицим
Джицим (пол. Drzycim) — село в Польщі, у гміні Джицим Свецького повіту Куявсько-Поморського воєводства.
Населення — 1299 осіб (2011).
У 1975-1998 роках село належало до Бидгощського воєводства.

## Демографія
Демографічна структура станом на 31 березня 2011 року:
|          | Загалом | Допрацездатний вік | Працездатний вік | Постпрацездатний вік |
| -------- | ------- | ------------------ | ---------------- | -------------------- |
| Чоловіки | 641     | 153                | 428              | 60                   |
| Жінки    | 658     | 146                | 388              | 124                  |
| Разом    | 1299    | 299                | 816              | 184                  |